# L'eroe di Babilonia
L'eroe di Babilonia è un film del 1963 diretto da Siro Marcellini.

## Trama
Nipur, senza saperlo è l'erede al trono di Babilonia, usurpato da un certo tiranno di nome Baltazar.
Durante il tentativo di riprenderselo, viene catturato mentre salvava un'ebrea: Tamira. Condotto in prigione e condannato a morte, Nipur riesce a fuggire, sconfigge Baltazar e si sposa con Tamira.